# Uniframe
L'uniframe è un modello di scocca portante rinforzata brevettata dal marchio Jeep, ma diffusa nelle sue varianti in numerosi modelli di SUV. Si basa sulla applicazione di un telaio di rinforzo, solitamante termosaldato, su una scocca portante, con la funzione di incrementare la robustezza torsionale della stessa alle sollecitazioni gravose che comporta la guida in fuoristrada. Rispetto al modello di SUV a telaio separato quello a scocca portante rinforzata assicura un minore peso complessivo, una maggiore sicurezza in caso d'impatto essendo la sua deformazione maggiormente progressiva, una maggiore rigidità strutturale, con la conseguenza di una maggiore guidabilità stradale, ma, d'altro canto, una minore capacità torsionale nella guida in fuoristrada.

## Modelli storici di scocca tipo uniframe
- Fiat Campagnola e Nuova Campagnola
- Ford Mutt
- Lada-Vaz Niva

## Alcuni modelli recenti che adottano il tipo uniframe
- Mitsubishi Pajero (dal 2000)
- Jeep Cherokee
- Jeep Grand Cherokee
- Land Rover Range Rover